# ولوچ
ولوچ (به لاتین: Veluće}} یک عوارض جغرافیایی در صربستان است که در Trstenik واقع شده‌است.

## خصوصیات
ولوچ ۴۱۷ نفر جمعیت دارد.